# 眉县站
眉县站是一个陇海线上的铁路车站，位于陕西省宝鸡市眉县常兴镇，建于1936年，目前为四等站，邮政编码为722301。目前客运：办理旅客乘降；行李、包裹托运；货运：办理整车货物发到；不办理整车爆炸品及一级氧化剂发到。